# Julio Capote
Pour les articles homonymes, voir Capote.
Julio Capote, né le 22 octobre 1932 à Cuba et mort à Miami (Floride) le 8 août 2023, est un acteur de télévision cubain naturalisé vénézuélien.

## Biographie

### Famille
Julio Capote est le père des actrices Tatiana Capote et Marita Capote.

## Telenovelas
- 1950 : La mesera coja del café del puerto : Ricardo
- 1954 : Golpe de suerte
- 1954 : La rosa blanca : José Julián Martí Pérez jeune
- 1970 : María Mercé, La Chinita
- 1970 : Cristina : détective
- 1971 : La usurpadora : Donatelli
- 1971 : Bárbara : Raúl
- 1972 : Lucecita : Ricardo
- 1972 : La doña : Tomás
- 1973 : Raquel : Pablo
- 1983 : Leonela : Pacheco
- 1986 : Atrévete
- 1990 : Pasionaria
- 1990 : Adorable Mónica : Mario
- 1991 : Mundo de fieras : Gonzalo
- 1992 : Cara sucia : Fermín
- 1996 : Sol de tentación : Padre Felicio
- 1996 : Como tú ninguna : Señor del Mar
- 1998 : Samantha : Rosendo
- 2001 : Secreto de amor : juge
- 2002 : Gata Salvaje : Samuel Tejar
- 2003 : Rebeca : Padre Alfredo
- 2004 : Angel Rebelde : Rudenciño
- 2005 : Soñar no cuesta nada : Pedro
- 2006 : Olvidarte jamás : Don Dema
- 2006 : Mi vida eres tú : Lucas
- 2007 : Acorralada : Lorenzo[2]
- 2007 : Isla Paraíso : Don Casildo
- 2008 : Amor comprado : Don Jeremías
- 2009 : Alma indomable : Ramón Olivares
- 2010 : Pecadora : Eladio
- 2010 : Sacrificio de mujer : Heriberto